# Vassili Nikandrov
Pour les articles homonymes, voir Nikandrov.
Vassili Nikolaevich Nikandrov, né le 30 janvier 1869 et mort en 1944, est un acteur soviétique.
Il est connu pour être le premier interprète du rôle de Lénine dans l'histoire des longs métrages soviétiques.

## Biographie
Vassili Nikandrov naît le 30 janvier 1869 dans le village de Batchevka près de la ville de Nerekhta, dans le gouvernement de Kostroma.
Il travaille comme armurier-tourneur, dans les usines franco-russe Poutilov de Saint-Pétersbourg et, pendant la Première Guerre mondiale, il s'installe à Lysva, où il est ouvrier à l'usine métallurgique et joue dans un théâtre amateur local. Il participe à la guerre civile russe avec ses deux fils aînés dans les unités de l'Armée rouge, puis servi dans la Tchéka de Perm et de Novorossiysk. Après la guerre, il devient mécanicien de remorqueurs à Novorossiïsk. En 1923, il prend sa retraite.
En 1927, il fait ses débuts dans le rôle du leader du prolétariat mondial Lénine, pour lequel il est choisi en raison de sa ressemblance physique, dans le film Octobre de Sergueï Eisenstein. Au cours de sa vie, il a également joué dans les films « Derrière les lignes blanches » (1925), « La Grande Route » (1927), Moscou en octobre (1927) et 1918.
Dans la seconde moitié des années 1920, il interprète le rôle de Lénine dans la pièce 1917 mise en scène au théâtre Maly de Moscou.
Il déménage à Rostov-sur-le-Don, d'où, au début de la Grande Guerre patriotique, il est évacué avec ses enfants vers le district de Mamontovo, dans le kraï de l'Altaï. En 1943, il revient à Rostov où il meurt en 1944.

## Filmographie
- 1925 : «В тылу у белых»
- 1927 : «Великий путь»
- 1927 : Octobre, «Октябрь»
- 1927 : Moscou en octobre, «Москва в Октябр»